# توقيت إثيوبيا

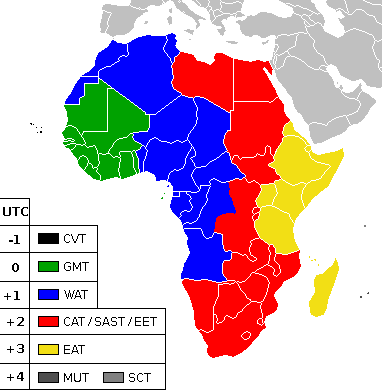

المنطقة الزمنية في إثيوبيا هي توقيت شرق أفريقيا (EAT) (UTC+03:00). معرف قاعدة بيانات المنطقة الزمنية هو Africa / Addis Ababa.[بحاجة لمصدر]
لا تلتزم إثيوبيا بالتوقيت الصيفي.

## تدوين التاريخ والوقت
يستخدم جميع الإثيوبيين تقريباً نظام توقيت 12 ساعة. تبدأ دورة النهار في الفجر 12:00 (6:00:00 صباحاً) وتنتهي عند الغسق 11:59:59 (5:59:59 مساءً EAT). تبدأ الدورة الليلية عند الغسق 12:00 (6:00 مساءً لتناول الطعام) وتنتهي عند الفجر 11:59:59 (5:59:59 صباحًا EAT). المتعارف عليه أن اليوم يبدأ في الساعة 1:00 صباحًا في دورة 12 ساعة في الصباح (7:00 صباحًا وتناول الطعام) بدلاً من منتصف الليل (12:00 صباحًا وتناول الطعام). لذلك ، يلاحظ السكان المحليون بشكل فعال تقريباً ت ع م−03:00.
تستمر الاتفاقية الزمنية الحالية على الرغم من غزو المعايير الدولية.